# Théâtre français de Toronto
Le Théâtre français de Toronto (TfT) est une compagnie de théâtre professionnel de langue française, de répertoire et de création. Fondée en 1967 et basée à Toronto, en Ontario, elle s'adresse à tous les amateurs de théâtre en français, tant les francophones que les francophiles. Le TfT contribue au développement culturel et pédagogique de la communauté francophone de Toronto. Ses spectacles ont généralement lieu au  Berkeley Street Theatre. Guy Mignault a assuré la direction artistique du TfT de 1997 à 2016. Joël Beddows,, lui a succédé en 2016. En 2021, Karine Ricard a pris la relève.

## Historique
Le Théâtre français de Toronto, organisme culturel francophone en Ontario et au Canada français, se caractérise par sa vision artistique, son engagement dans la création, et sa contribution au rayonnement de la vie francophone en Ontario. En 50 ans d’existence, le TfT a eu plus de 260 productions à son actif. 
Depuis 1990, le TfT propose à son public francophone et francophile un répertoire varié de pièces incluant de nouvelles créations, des œuvres canadiennes et internationales ainsi que les grands classiques. La compagnie du TfT se renouvelle en collaborant avec d'autres compagnies et en encourageant les nouveaux talents. Elle cherche à présenter à son public le vaste champ du théâtre de langue française, qu'il s'agisse d'œuvres locales, d'autres régions du Canada ou du monde entier. Pour rendre la francophonie accessible à tous, les pièces sont surtitrées en anglais et le TfT présente occasionnellement des pièces en traduction pour offrir à son public un aperçu de grandes œuvres d'autres traditions.

### Les Salles
Le Théâtre français de Toronto occupe actuellement deux salles :
- Le Studio 21 sur College Street

- Le Berkeley Street Theatre sur Berkeley Street

### Une50esaison au Théâtre français de Toronto
À l’occasion de la 50e saison du TfT, huit productions et collaborations ont été présentées, auxquelles Joël Beddows a signé l’intégralité de sa première saison. Cette saison a débuté avec Ici, les arbres s’enracinent dans l’eau, spectacle au cours duquel le public a été invité à découvrir des auteurs francophone de Toronto. Cette saison s’est achevée avec Le Menteur de Corneille. 
Depuis 1990, le TfT présente un répertoire varié qui permet à son public francophone de découvrir des œuvres internationales et de nouvelles créations. Plusieurs auteurs travaillent en français à Toronto et cette diversité permet de nouvelles découvertes. 

### Fondation
Fondé en 1967 sous le nom de Théâtre du P’tit Bonheur, titre de sa première production, c’est à partir de 1970 que la compagnie francophone de Toronto se dote d’un directeur artistique, John Van Burek. Une collaboration fidèle avec l’auteur québécois Michel Tremblay débute et ses pièces prendront régulièrement vie sur les planches du théâtre. En 1987, la compagnie endosse une nouvelle identité alors qu’elle célèbre son 20e anniversaire : le Théâtre français de Toronto. 
Cinq ans plus tard, en 1992, c’est au tour de Diana Leblanc de reprendre les rênes de la direction artistique de la compagnie du TfT. Lors de la saison 1992-1993, la compagnie reçoit huit nominations aux Prix Dora Mavor Moore.
À l’occasion de la 30e saison du TfT, en 1997, Guy Mignault prend la relève en tant que directeur artistique. Parmi ses premières mesures : la programmation pour enfants est relancée, un programme d’auteurs en résidence est mis sur pied et les comédies musicales font leur apparition sur les planches du TfT. Ces comédies sont fréquemment nommées aux Doras. D’ailleurs, la toute première création musicale signée Guy Mignault, C’était un p’tit Bonheur, remporte l’un de ces prix en 1998.
En 2004, le TfT lance son volet Nouvelles Générations : une série d’initiatives spécifiquement destinées aux jeunes. Avec pour mission de soutenir la création artistique dans les écoles de la région de Toronto, le TfT participe d’abord au programme éducatif Les Zurbains, une initiative du Théâtre Le Clou de Montréal. Ce programme rassemble des élèves d’Ottawa, de Québec, de Montréal et de Toronto et a pour objectif de permettre aux jeunes de soumettre leur texte dans le cadre d’un concours d’écriture.
En 2005, le TfT lance une nouvelle initiative axée sur l’accessibilité. La compagnie commence à offrir des représentations surtitrées en anglais pour accueillir un public francophile et anglophone dans son théâtre. Dès lors, tous les amateurs de théâtre de la région sont invités à découvrir le théâtre d’expression française sans aucun obstacle linguistique. Premier à lancer cette initiative au Canada français, la majorité des compagnies canadiennes ont par la suite suivi le modèle du TfT.
Présidé par la Gouverneure générale Michaëlle Jean, le TfT célèbre son 40e anniversaire en novembre 2007 au Casa Loma à Toronto. Un événement majeur pour la communauté, mettant à l'honneur la plus ancienne compagnie de théâtre francophone en Ontario. Un an plus tard, en décembre 2008, une autre étape importante dans le développement du TfT est réalisée. Le Centre de création du TfT est inauguré :  un nouvel espace, au cœur de Toronto, qui rassemble enfin sous un même toit les services administratifs, la salle de répétition et les ateliers de costumes de la compagnie. Un mois après l’inauguration, le Ministre du Patrimoine canadien, James Moore, visite le Centre et témoigne alors du bouillonnement créatif présent.
La saison 2008-2009 connait un grand succès. Le Dîner de cons, la pièce signée Francis Veber bat les records de fréquentation depuis les débuts de la compagnie. Les ventes dépassent celles de L’Avare de Molière, produit en 2006 qui remporta le Masque de la meilleure production franco-canadienne. La création du spectacle Une Maison face au nord de Jean-Rock Gaudreault en coproduction avec deux compagnies du Québec, le Tandem et la Rubrique, est un succès autant auprès du public que des critiques. Après une tournée dans tout le Canada, la compagnie dresse un bilan de 116 représentations et est désignée comme Canadian play of the year 2009 selon le magazine EYE WEEKLY.
En 2011, le TfT lance le projet Les Zinspirés, spectacle présentant des pièces écrites par des jeunes, et mises en scène et jouées par des professionnels. 
Le Théâtre français de Toronto a fêté ses 50 ans d’existence en 2017 lors d'un gala organisé le 30 mai avec deux cents convives.

### «Cinq ans de théâtre»: coproductions et tournées
La saison 2009-2010 voit le début d’un projet de collaboration avec le Théâtre la Catapulte d’Ottawa. Cette entente, appelée « Cinq ans de théâtre », engage le TfT à coproduire et à tourner une nouvelle pièce par an pendant cinq ans. Le but est de renforcer les réseaux de diffusion du théâtre francophone en Ontario et d’augmenter le rayonnement de la compagnie. En effet, plusieurs rapports sur la santé du théâtre franco-ontarien dans la région de l'Ontario dépeignent à l’époque une situation où de nombreux francophones n’ont pas accès à des pièces jouées dans leur langue maternelle. Le goût du théâtre se cultive, souligne Théâtre Action, et pour cela, il faut développer un public d’amateurs au sein des communautés francophones ontariennes dispersées sur le territoire. C’est donc dans ce contexte que la collaboration entre le TfT et le Théâtre de la Catapulte prend naissance. La programmation des tournées répartie sur cinq ans consiste d’abord en la présentation d’une pièce classique, suivie de pièces du répertoire canadien et pour finir, une nouvelle création : 
- Les Médecins de Molière en 2010 — 98 représentations et lauréat de 4 Prix Rideau dont « Meilleure production de l’année » et « Meilleure Mise en scène »
- Les Fridolinades de Gratien Gélinas en 2011 — 40 représentations
- Zone de Marcel Dubé en 2012 — 159 représentations à ce jour, cinq provinces et 38 villes visitées, 41 676 spectateurs et lauréat de trois Prix Rideau dont encore une fois « Meilleure production de l’année » et « Meilleure Mise en scène »
- Albertine en cinq temps de Michel Tremblay en 2012-2013 — Prix Rideau pour « Meilleure interprétation féminine », Mélanie Beauchamp, et nomination pour un Prix Dora Mavor Moore pour Outstanding Performance by an Ensemble
- Le fa le do, création de Luc Moquin (artiste en résidence) en  2013 — Prix Rideau « Meilleure scénographie » et nominations au Dora Mavor Moore pour les prix Outstanding New Production et Outstanding New Musical/Opera

### Les Zinspirés: du théâtre par et pour les jeunes
En 2011, voulant impliquer des jeunes Torontois dans l'expérience théâtrale, le TfT lance son propre projet éducatif : Les Zinspirés, inspiré par le projet initial Les Zurbains. Ce projet débute par un concours d’écriture dans les écoles francophones, les cinq meilleurs textes issus du projet d’écriture sont sélectionnés, puis mis en scène et joués par des professionnels. L’engouement de la communauté et des étudiants à l’égard de cette initiative est indéniable. Chaque année, le TfT reçoit plus de 200 contes en provenance de plus de 20 écoles locales. La première édition du spectacle Les Zinspirés produite en 2013 se voit nommée au Dora Mavor Moore pour les Prix Outstanding New Play et Outstanding Performance by an Ensemble. En 2016 a lieu la cinquième édition des Zinspirés, avec Les Zinspirés Cinq sur Cinq .

## Fonctionnement

### L’équipe administrative
Une équipe de onze personnes assure le fonctionnement des bureaux du TfT. Cette équipe permet aux artistes de répéter leurs spectacles sur une longue durée.

## Le TfT dans la communauté
Le TfT est la seule compagnie de théâtre francophone offrant une saison complète dans tout le Sud-Ouest de l’Ontario et elle cherche à lier ses initiatives à celles de la communauté.

### Le Centre de création
Le Centre de création (ou Studio 21), situé dans les bureaux du TfT (au 21 rue College, 6e étage), est devenu un outil indispensable au développement des artistes. Premièrement, il  permet à la compagnie de répéter ses spectacles sur une plus longue durée, contribuant ainsi à l’incubation des textes, des personnages et permettant un certain recul. De plus, l’espace a été conçu comme une boîte noire avec un système et une grille d’éclairage assez élevé permettant la présentation de productions à petites échelles avec un auditoire possible d’environ 60 personnes. Quand il n'est pas utilisé, le Studio est prêté aussi souvent que possible à des artistes francophones. Le TfT donne ainsi aux artistes créateurs des occasions d’exploration et de développement professionnel.

### Le mois de l'histoire des noirs
Le mois de l’histoire des Noirs est un événement commémoratif annuel important pour la compagnie. Depuis trois ans, le TfT organise une soirée ayant pour but de sensibiliser les canadiens à la culture et à la communauté noire afin de rapprocher les canadiens francophones et francophiles de la culture africaine et antillaise. Pour ce faire, la compagnie présente des personnalités étroitement liées au monde de la littérature, de la musique, du cinéma et des arts de la scène.

### Cours de théâtre
Depuis 2012, le TfT offre des cours de théâtre aux jeunes de 5 à 7 ans et de 8 à 13 ans. Les cours sont donnés dans le Studio du TfT tous les samedis de septembre à mai/juin par des instructeurs professionnels. Les cours représentent une introduction au monde du théâtre qui inclut non seulement l'art dramatique mais aussi permet aux participants de se familiariser avec les aspects techniques du théâtre tels que la dramaturgie, l’éclairage ou encore la confection de costume. Ces cours incluent des ateliers d'écriture et un spectacle de fin d'année au théâtre.

### L’université de l’Ontario français
Ce projet de société a des retombées qui touchent à peu près tous les secteurs de la société, y compris la culture et le théâtre. Le Théâtre français de Toronto compte collaborer à court et long termes avec l’UOF, à la suite des discussions qu’ils ont entamé ensemble. 